# Marmelos
A Freguesia de Marmelos é uma antiga freguesia portuguesa do Município de Mirandela que tinha 22,53 km² de área e 145 habitantes (2011), tendo, por isso, uma densidade populacional de 6,4 hab./km².

Foi extinta (agregada) pela reorganização administrativa de 2012/2013, sendo o seu território integrado na União de Freguesias de Barcel, Marmelos e Valverde da Gestosa.

## População
| População da Freguesia de Marmelos | População da Freguesia de Marmelos | População da Freguesia de Marmelos | População da Freguesia de Marmelos | População da Freguesia de Marmelos | População da Freguesia de Marmelos | População da Freguesia de Marmelos | População da Freguesia de Marmelos | População da Freguesia de Marmelos | População da Freguesia de Marmelos | População da Freguesia de Marmelos | População da Freguesia de Marmelos | População da Freguesia de Marmelos | População da Freguesia de Marmelos | População da Freguesia de Marmelos |
| ---------------------------------- | ---------------------------------- | ---------------------------------- | ---------------------------------- | ---------------------------------- | ---------------------------------- | ---------------------------------- | ---------------------------------- | ---------------------------------- | ---------------------------------- | ---------------------------------- | ---------------------------------- | ---------------------------------- | ---------------------------------- | ---------------------------------- |
| 1864                               | 1878                               | 1890                               | 1900                               | 1911                               | 1920                               | 1930                               | 1940                               | 1950                               | 1960                               | 1970                               | 1981                               | 1991                               | 2001                               | 2011                               |
| 416                                | 427                                | 410                                | 425                                | 461                                | 321                                | 492                                | 605                                | 573                                | 326                                | 323                                | 402                                | 257                                | 204                                | 145                                |